# 931
El 931 (CMXXXI) fou un any comú començat en dissabte del calendari julià.

## Esdeveniments
- S'escull al Papa Joan XI
- Alfons IV de Lleó és derrotat per Ramir II de Lleó

## Naixements
- Adelaida d'Itàlia, muller d'Otó I

## Necrològiques
- Esteve VII, Papa